# Lancelot en het magische schaakbord
Lancelot en het magische schaakbord is een Arthurverhaal uit de Koning Arthursaga. De legende over Lancelot is voor het eerst vermeld aan het begin van de veertiende eeuw. De oorsprong van het verhaal ligt in Noord-Frankrijk, mogelijk in Laon of Saint Quentin. 

## Verhaal
Lancelot bevindt zich in het “woud zonder een weg terug” en is daar getuige van de verschillende wonderen die er plaatsvinden. Eén van de wonderen is een magische dans die bezoekers betovert en ze in het woud gevangen houdt. Dit blijkt een betovering van een magiër te zijn, een neef of broer (koning Bors of Bohort) van zijn vader koning Ban. Deze magiër heeft ook een magisch schaakbord gemaakt dat van iedere tegenstander zou winnen. Lancelot speelt een partij en wint, waarmee hij de betovering van het woud verbreekt. Uiteindelijk brengt hij het schaakbord terug naar Camelot, het hof van koning Arthur, en biedt het als cadeau aan koningin Guinevere aan.
Er bestaat ook een variatie op het verhaal waarin Lancelot het magische schaakbord niet in een betoverd woud vindt, maar in een betoverd kasteel. 